# 穆察穆杜
穆察穆杜位于科摩罗昂儒昂岛，是该国第二大城市，也是昂儒昂自治共和国的首府，人口约23,600人。